# غابرييلا كيلمي
غابرييلا لوسيا كيلمي (بالإيطالية: Gabriella Lucia Cilmi)‏ هي مغنية وكاتبة أغاني أسترالية من أصل إيطالي ولدت في يوم 10 أكتوبر 1991 في مدينة ملبورن في أستراليا، في سنة 2008 فازت غابرييلا كيلمي ب6 جوائز من جوائز صناعة الموسيقى الأسترالية من ضمنها جائزة جائزة أفضل فنانة في العام، بالإضافة لفوز ألبومها دروس للتعلم بجائزة أفضل ألبوم.

## روابط خارجية
- غابرييلا كيلمي على موقع IMDb (الإنجليزية)
- غابرييلا كيلمي على موقع ميوزك برينز (الإنجليزية)
- غابرييلا كيلمي على موقع أول ميوزيك (الإنجليزية)
- غابرييلا كيلمي على موقع ديسكوغز (الإنجليزية)
- غابرييلا كيلمي على موقع قاعدة بيانات الفيلم (الإنجليزية)